# South Creek (Hawkesbury River)
Der South Creek ist ein 63 Kilometer langer Nebenfluss des Hawkesbury River im Osten des australischen Bundesstaates New South Wales.

## Geographie
Er entspringt rund zwei Kilometer nördlich von Smeaton Grange, etwa 45 km südwestlich vom Stadtzentrum Sydneys und etwa 30 km von der Küste des Pazifischen Ozeans entfernt. Der South Creek verläuft in nördliche Richtung, zunächst durch landwirtschaftlich genutztes Gebiet, bevor er nach über 10 km Rossmore und nach weiteren 25 km die beiden Vororte von Sydney, St. Clair und St. Marys, passiert. Nach weiteren 25 km mündet er bei Windsor in den Hawkesbury River.

## Siedlung South Creek
In der Zeit der ersten Besiedlung dieser Gegend durch die Europäer existierte an der Mündung des South Creek in den Hawkesbury River eine kleine Siedlung. Sie hatte nur wenige Jahre Bestand und ist heute ein Teil von Windsor. Mit einer dieser ersten Siedler war Thomas Jamison (1753–1811) der mit der First Fleet in Australien ankam und 1801 der Surgeon-General von New South Wales (dt. etwa: oberster Arzt der Kolonie) wurde.